# Comté de Boone (Virginie-Occidentale)
Pour les articles homonymes, voir Comté de Boone.
Le comté de Boone est un comté des États-Unis situé dans l’État de Virginie-Occidentale. En 2013, la population était de 24 224 habitants. Son siège est Madison. Le comté doit son nom à Daniel Boone, explorateur américain. Il a été créé en 1847 avec des parties des comtés de Kanawha, et de Logan.

## Principales villes
- Danville
- Madison
- Sylvester
- Whitesville